# Léon Trésignies

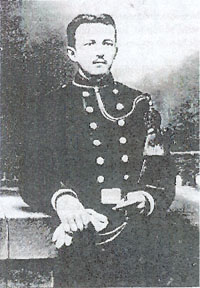
Léon Trésignies

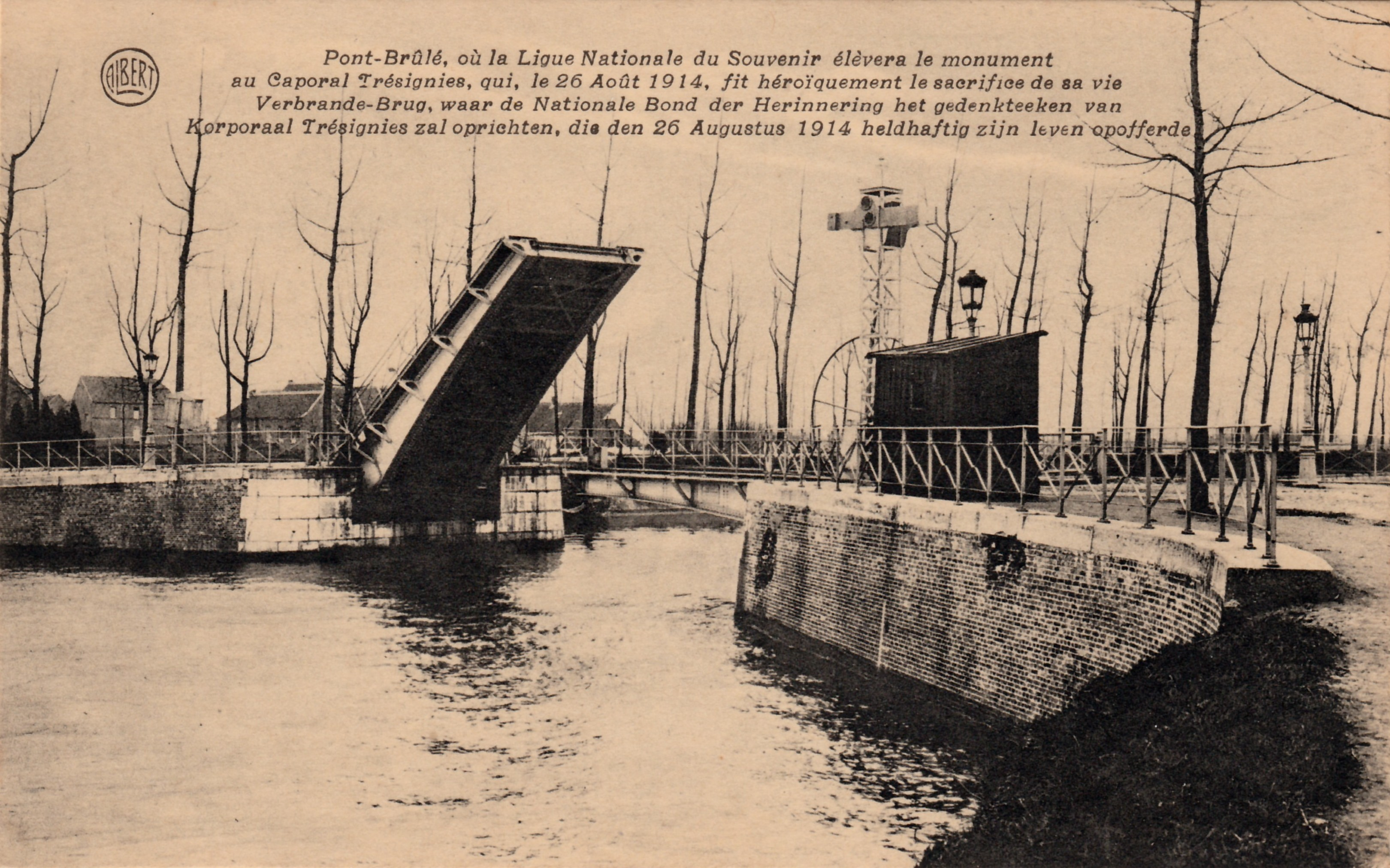
De Verbrande-Brug op een postkaart (ongeveer 1920).

Léon Jules Joseph Trésignies (Bierk, 1886 - Grimbergen, 26 augustus 1914) is een Belgische oorlogsheld uit de Eerste Wereldoorlog. Hij werd dodelijk getroffen bij een tegenaanval van het Belgisch leger aan de Verbrande Brug.

## Oorlogsheld
Wederopgeroepen bij het uitbreken van de oorlog meldde Léon Trésignies zich op 5 augustus 1914 bij zijn eenheid, het 2de Regiment Jagers te Voet, te Kontich. Op 26 augustus 1914 was hij vrijwilliger om het kanaal van Willebroek op het grondgebied van Grimbergen over te zwemmen en de openstaande hefbrug met behulp van een wiel te laten zakken, zodat de oever in handen van de Duitsers kon worden aangevallen. Voor hij zich in het water begaf, schreef hij zijn naam, geboorteplaats en de naam van zijn echtgenote op een papiertje, dateerde het en gaf het aan sergeant-majoor Wery. Hij zwom over en slaagde in zijn opzet, maar raakte niet meer terug. De Duitsers bemerkten hem en schoten hem dood.
Léon Trésignies ligt begraven op het Kerkhof van Grimbergen vlak bij de plaats waar hij sneuvelde.

## Eerbetoon
Op 15 september 1914 werd Trésignies vermeld in het dagorder door koning Albert I en postuum tot korporaal bevorderd.
Na de oorlog (vanaf 1921) werden zijn portret en dat van Gabrielle Petit opgehangen in elk Belgisch klaslokaal.
In zijn geboorteplaats Bierk is een straat naar hem genoemd.  Het plein ten oosten van de Verbrande Brug in Grimbergen draagt ook zijn naam.  Een monument te zijner ere bevindt zich op de westelijke oever van het Kanaal Brussel-Schelde.
In Zemst werd een fietsroute aangelegd met zijn naam. Via deze route kan men restanten en gebeurtenissen uit de Eerste Wereldoorlog ontdekken. Er is aansluiting met de route in Grimbergen en met Boortmeerbeek.
In Eppegem (deelgemeente van Zemst) is er ook een straat die zijn naam draagt.